# Gugerns
Els gugerns o cugerns (en llatí gugerni) eren un poble germànic que menciona Tàcit en narrar la rebel·lió de Julius Civilis. El comandant romà Dil·li Vòcula va acampar a Gelduba, i des d'allà va atacar el districte dels gugerns, aliats de Civilis.
Vivien a l'oest del Rin, a la Germània Inferior. També en parla Plini el Vell i diu que es trobaven entre la Colonia Agrippinensis i els bataus. Plini diu que Gelduba era al sud del país del gugerns. Juli Cèsar no parla d'aquest poble, segurament perquè no van passar el Rin. Suetoni parla dels ubis i dels sicambres que es van sotmetre a Roma en temps d'August i van ser reubicats a l'altre costat del Rin i potser va ser llavors quan els gugerns es van establir en territori romà.